# Ange Ahoussou
Ange Ahoussou, né le 22 décembre 2003, est un footballeur professionnel ivoirien évoluant principalement en tant que défenseur central au sein du Rapid Vienne et de l'équipe de Côte d'Ivoire des moins de 20 ans.

## Carrière professionnelle

### Club

#### Formation
Ange Ahoussou fait ses premiers pas au sein du Racing Club d'Abidjan à l'âge de 13 ans, intégrant leur centre de formation. Ahoussou appose sa signature sur son premier contrat professionnel à l'été 2019. Ses débuts au sein de l'équipe première à seulement 16 ans lui permettent rapidement de devenir titulaire au sein de l'équipe du RC Abidjan qui s'adjuge le tout premier titre de l'histoire du club : la MTN Ligue 1 en 2020. 
Grâce à cette performance, l'équipe s'est qualifiée pour la Ligue des champions de la CAF, où elle a affronté l'ASKO Kara au Togo puis est éliminé par le Horoya Athlétic Club en Guinée. Le RC Abidjan est alors reversé en Coupe de la confédération 2020-2021 et est éliminé par le Pyramid FC d'Égypte, au cours d'un match où Ahoussou a évolué en tant que latéral droit.

#### Transfert à l'OGC Nice
Alors que des murmures d'intérêt émanant de formations européennes s'amplifient, Ange Ahoussou franchit un cap décisif en janvier 2022 en rejoignant les rangs de l'OGC Nice, club partenaire du RC Abidjan. Il devient le tout premier joueur formé au RC Abidjan à rejoindre directement le Gym sans passer par le Football Club Lausanne-Sport en Suisse.
Ange Ahoussou met à profit une demi-saison fructueuse pour perfectionner ses compétences au sein de l'équipe réserve de Nice, avant de gagner du temps de jeu en prêt l'été suivant. Ahoussou rejoint alors  La Berrichonne de Châteauroux, reléguée en Championnat National. Peu à peu, il trouve son rythme et s'affirme dans ce championnat. Au cours de 20 matchs, où il est titulaire à 19 reprises, il inscrit deux buts et réalise une passe décisive. Ses efforts jouent un rôle majeur dans le maintien de Châteauroux sous la direction éclairée de Maxence Flachez. Au début de la saison 2023-2024, Ange Ahoussou se voit de nouveau preté par l'OGC Nice en Ligue 2, au FC Sochaux. Ce prêt était accompagné d'une option d'achat. Cependant, ce transfert prend une tournure inattendue lorsque le FC Sochaux se heurte à des obstacles d'ordre financiers, entraînant l'annulation du prêt en raison de la relégation du club par la DNCG, le gardien financier du football français.

#### Pau FC
Ange Ahoussou parachève finalement son transfert au Pau Football Club. Bien que le montant exact du transfert demeure confidentiel comme toujours avec le club béarnais, des rumeurs évoquent un transfert de 400 000 €. Pour Ahoussou, ce transfert au Pau FC marque une nouvelle phase prometteuse de sa carrière, guidé par son compatriote Xavier Kouassi.
Ahoussou entame sa carrière à Pau lors d'une victoire 3-0 en Ligue 2 contre le FC Girondins de Bordeaux le 7 août 2023.  Joueur de complément en début de saison, Ahoussou a rapidement démontré sa capacité d'adaptation dans le système de Nicolas Usaï, en dépit de changements tactiques. Malgré une expulsion et une concurrence accrue pour une place dans le onze de départ, Ahoussou a su saisir les opportunités qui se sont présentées à lui. Sa progression au fil de la saison a été récompensée par une série de titularisations consécutives, témoignant de son importance au sein du Pau FC. Ahoussou est finalement l'auteur d'une excellente saison. 
Au mercato d'hiver 2025, le Pau FC cède Ange Ahoussou pour une indemnité estimée à 700 000 euros, pouvant atteindre 1 million d’euros avec les bonus. Une belle opération financière pour le club béarnais, qui l’avait recruté pour 400 000 euros. 
Pour pallier son départ, Pau a enrôlé le défenseur du SM Caen Daylam Meddah. Néanmoins, cette transaction prive l’équipe d’un élément essentiel : après une première saison où il avait disputé 27 rencontres de Ligue 2 (dont 18 titularisations), le gaucher s’était imposé comme un titulaire indiscutable sous les ordres de Nicolas Usaï, totalisant 19 apparitions sur 21 journées de championnat durant la saison.

### Rapid Vienne
En février 2024, Ahoussou s’engage avec le Rapid Vienne, pensionnaire de l’élite autrichienne, avec un contrat courant jusqu’en 2029. 

## Vie personnelle
Champion de  la MTN Ligue 1 en 2020, Ange Ahoussou a fait ses débuts en Ligue des champions de la CAF à l'âge de 19 ans.